# Dolní Kamenice (Chržín)
Dolní Kamenice je malá vesnice, část obce Chržín v okrese Kladno ve Středočeském kraji. Leží přibližně půl kilometru od Velvar. V roce 2011 zde trvale žilo 25 obyvatel. Vesnice má vodovod, plyn a kanalizaci.

## Historie

### Pravěk
Okolí vsi bylo obýváno už v pravěku, což dokládají ojedinělé nálezy štípané kamenní industrie. V pamětech královského města Velvar se uvádí, že v okolí vsi se nacházely pozůstatky žárových pohřebišť, kdy ostatky mrtvého po spálení byly uloženy v keramických popelnicích.

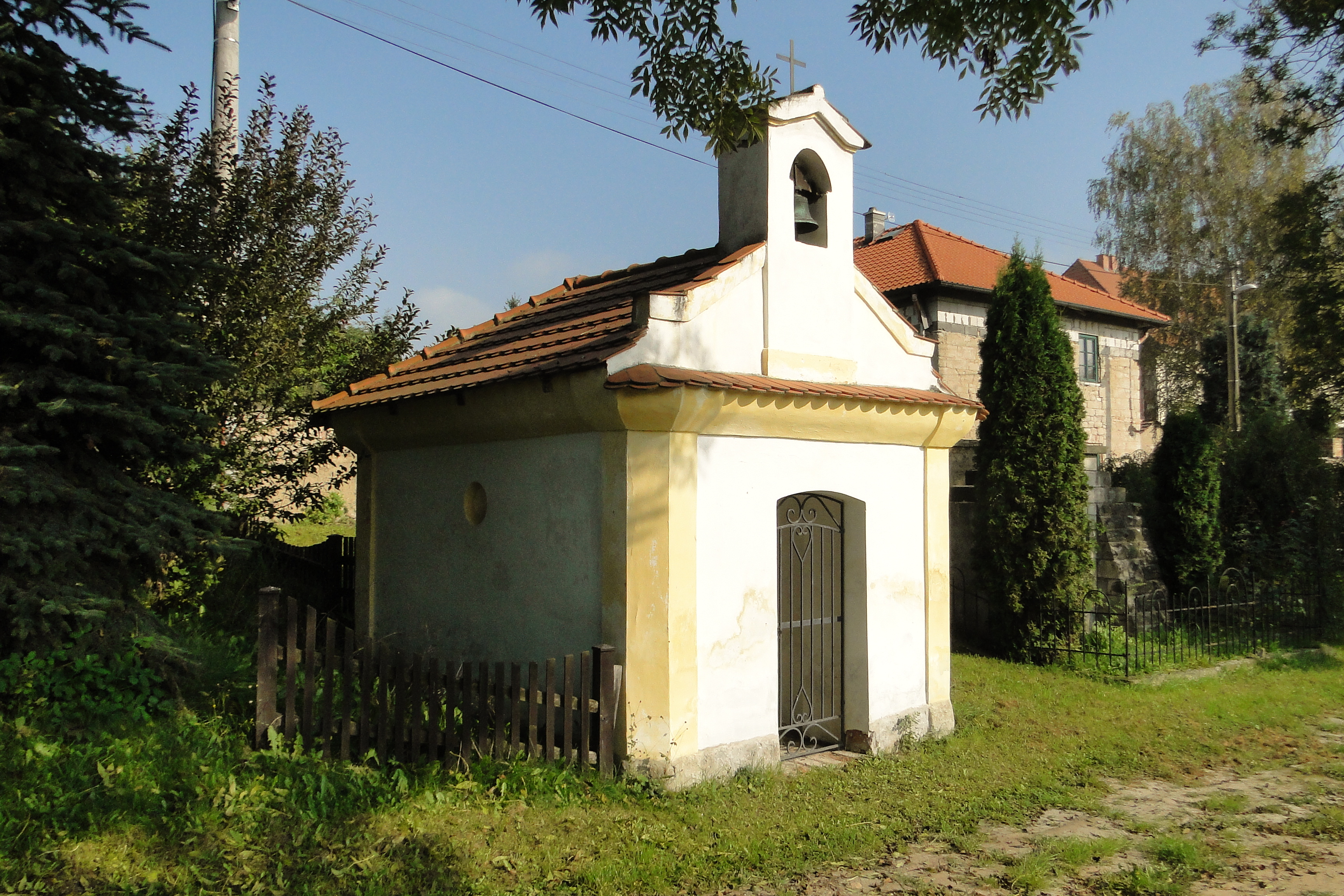
Kaplička

### Středověk
První písemná zmínka o vesnici pochází z roku 1224, kdy patřila břevnovskému klášteru, a to až do roku 1420. V husitských válkách klášter o majetek přišel a roku 1421 připsal císař Zikmund Kamenici ve 200 kopách Jankovi Bělému (Bílému) z Artlebic a jeho dědicům.
Od 14. století tu sídlili také vladykové z Kamenice, z nichž je například znám k roku 1333 Jaroslav, syn Roberta z Kamenice. Sedláček uvádí jméno Prokopa ze Smečna, snad syna Jana Smečenského, který tu seděl na svém díle (ve Smečně) ještě roku 1417 a vyprodal se odtud buď ještě téhož, nebo následujícího roku.
Potomci těchto smečenských vladyků žili až do 16. století a nazývali se Kamenickými ze Smečna. Roku 1437 se z tohoto rodu připomíná Markéta ze Smečna, která se téhož roku soudila o peníze a roku 1446 byla vdovou. Po Janu Bíbovi z Kamenice, který byl ženat s Důrou (Dorotou), zůstali synové Kryštov († 1459) a Jaroslav (uvádí se v letech 1455–1470) a dcera Žofka († 1470). I ti se psali ze Smečna a drželi Kamenici u Velvar. Jaroslav zemřel někdy před rokem 1496 a zůstal po něm syn Jan, který se připomíná roku 1519 a o jehož potomcích již není nic známo.

### Novověk
Kameničtí z Kamenice drželi Dolní Kamenici asi do roku 1556 a byli i pravděpodobnými staviteli zdejší tvrze. Tvrz se v pramenech nikde konkrétně neuvádí, zmiňuje ji ale tradice a spojuje s ní asi kilometrovou podzemní chodbou ze sousedních Budihostic. Objektem tehdejší tvrze by mohla být mohutná jednopatrová budova sýpky, dnešní dominanta vsi, jejíž kvádříkové zdivo ukazuje na starý původ a to nejspíše ze 16. století.
Roku 1513 si nechala zapsat Marta, vdova po Křtěnkovi Jektovém z Velvar, některé pozemky u Kamenice a v Dalečkách. Dalšími držiteli vsi Kamenice byli urození pánové Pětipeští z Chyš a Egerberku. Jedná se o staročeský rytířský rod, který pocházel ze tří míst v severních Čechách. Chyš a Egerberk byly jejich rodné tvrze, z nichž první stávala na břehu Střely u Žlutic a druhá na břehu Ohře u Klášterce. Rod se nazýval podle vsi Pětipsy ležící blízko Kadaně, a která jim byla dána v léno roku 1331 od krále Jana Lucemburského. Rod odvozoval svůj původ od Odolána, syna Střizova, který se účastnil slavné vojenské výpravy Fridricha I. Barbarossy proti Milánu ve vojsku budoucího českého krále Vladislava I. v roce 1158 a zasloužil se o jeho dobytí hrdinským překročením řeky Addu (dle kronikáře Bartoloměje Paprockého z Hlohol).
První známým majitelem Kamenice z toho rodu byl Odolán Pětipeský, syn Jana na Kněžicích. Oženil se s Dorotou Kaplířkou ze Sulevic a měli sedm synů, z nichž po jeho smrti získal vesnici jeho syn Mikuláš. O Mikulášovi je známo, že se roku 1580 na základě starobylého zvyku zavázal odvádět každoročně zádušní desátek ze zemědělské výroby církvi ve Velvarech. Tento závazek byl ovšem pro pana Mikuláše hodně obtížný a tak není divu, že již po čtyřech letech desátek zadržel a následujícího roku 1585 dne 26. června uzavřel s velvarskou obcí smlouvu novou, ve které se zádušního desátku zbavil a postoupil ji oplátkou část svých pozemků. Zesnulí členové pětipeského rodu jsou pochovávání v kostele svaté Kateřiny ve Velvarech. Pan Mikuláš Pětipeský na Kamenici měl za manželku nejprve Markétu Netvorskou z Březí a potom Alžbětu Sádlovou z Vražného. Jeho synové se jmenují Odolán, Soliman a Václav, ale k dědictví Kamenicke po otci se již žádný z nich zřejmě nedostal, protože již roku 1587 byl jejím majitelem urozený pan Albrecht Štrauch z Chlumku, který ji získal od rytíře Václava Pětipeského na Blahoticích u Slaného, Mikulášova vlastního bratra a statečného bojovníka proti Turkům. 

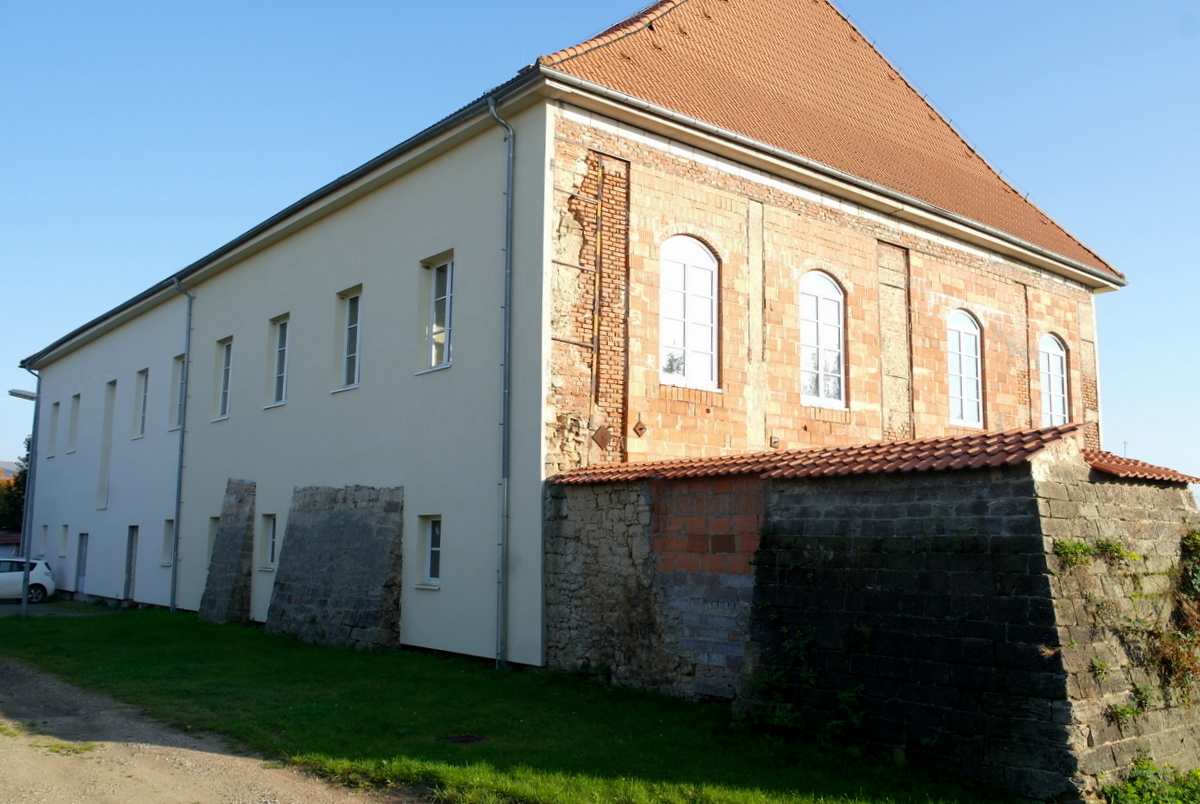
Zemědělská usedlost v rekonstrukci

Od Albrechta Štraucha, který zemřel roku 1595 a je pochován v kostele ve Velvarech, koupil Kamenici Bavor Florián Gryspek z Gryspachu, pán na Nelahozevsi. Po jeho smrti spravovali nejprve celý majetek společně synové a později při jeho rozdělení připadla Blažejovi Gryspekovi Nelahozeves, kde dostavěl zámek a spolu i vesnice, které k němu patřily, jako Kamenice a Sázená. Roku 1603 byl Blažej berníkem Slánského kraje. Po svém bratru Ferdinandovi zdědil Mirešov a psal se potom k roku 1611 pánem na Nelahozevsi, Mirešově a Kamenici. Pan Blažej Grispek později bez ohledu na rodinnou smlouvu oddělil statky Kamenici a Sázenou od Nelahozevsi a postoupil ji své manželce. Zemřel roku 1620 a zanechal po sobě jedinou dceru Veroniku.
Po bělohorské bitvě byl v následujících konfiskacích odsouzen i nebohý Blažej Gryspek a za to, že zemřel v trvalé vzpouře, již se zúčastnil, byl roku 1622 odsouzen ke ztrátě všeho jmění. Nelahozeveský statek byl ponechán z císařské milosti vdově po něm a paní na Kamenici Žofce Gryspekové, rozené z Bubné. Pro veliké dluhy byl ale dne 23. června 1623 prodán její dcerou Veronikou Boreňovou kněžně Polyxeně z Lobkowic, rozené z Perštejna. Pak se tu zřejmě vystřídali ještě další majitelé. V berní rule z roku 1654 je Kamenice uvedena celá jako majetek Veroniky Malovcové.
Na sklonku 17. století patřila ves Kamenice u Velvar panu Janu Oldřichovi z Kleblsberku, tyrolskému šlechtici, který byl roku 1660 přijat za obyvatele Království českého a později povýšen do stavu svobodných pánů. Mimo to byl také pánem na Tribivlicích, Dobronicích a Proseči. V jeho době nevěděli poddaní kameničtí, ke kterému kostelu patří, a tak jedni chodili na bohoslužby do Velvar a druzí volili raději chrám sv. Klementa na Chržíně. Pan Jan Oldřich, když se o tom dozvěděl, nechal si ukázat smlouvy Mikuláše Pětipeského z roku 1580 a 1585 a potvrdil svým listem z 25. dubna 1683, že chce jako jeho předchůdcové a dřívější držitelé kamenického zboží zůstat spolu se všemi přivtělen kostelním duchovenstvím ke chrámu svaté Kateřiny ve Velvarech.
Roku 1686 byl statek Kamenice na žádost paní Zuzany Bedariové, rozené Kolčovny (dcera Jana z Golče a vdova po Bohuslavu Blažeji Malovcovi), zakladatelky ústavu šlechtičen, resp. jeho ¼ usedlostí vedeno jako samostatný statek a zbytek pod titulem Sázená. Roku 1694 na žádost stejné paní byly oba statky připsány světské fundaci anjelské v Praze na Novém Městě blíže svatého Františka Xaviera – šift neboli fundace českých šlechtičen v Praze. Od roku 1780 je Kamenice včetně Sázené samostatným statkem kláštera v Doksanech a od roku 1791 patří k panství Zlonice rodiny Kinských.
V soupisu lidu z roku 1782 se v Kamenici živilo 12 rodin o 64 duších a Paroubek uvádí z roku 1887 v Kamenici 17 domů se 119 obyvateli českými (Paměti královského města Velvar uvádějí 155 obyvatel) – 61 mužů a 58 žen, z toho 91 katolíků a 28 evangelíků.

## Obyvatelstvo
| Rok            | 1869 | 1880 | 1890 | 1900 | 1910 | 1921 | 1930 | 1950 | 1961 | 1970 | 1980 | 1991 | 2001 | 2011 | 2021 |
| -------------- | ---- | ---- | ---- | ---- | ---- | ---- | ---- | ---- | ---- | ---- | ---- | ---- | ---- | ---- | ---- |
| Počet obyvatel | 163  | 119  | 130  | 137  | 137  | 147  | 101  | 93   | 88   | 59   | 30   | 19   | 18   | 25   | 48   |
| Počet domů     | 15   | 17   | 17   | 18   | 19   | 21   | 23   | 26   | 26   | 25   | 17   | 26   | 24   | 26   | 29   |

## Obecní správa
Při sčítání lidu v letech 1850–1870 Dolní Kamenice byla osadou obce Uhy v okrese Slaný. V letech 1870–1929 byla osadou obce Chržín, se kterým patřila nejprve do okresu Slaný, ale v roce 1921 v okrese Kralupy nad Vltavou. V letech 1930–1960 byla osadou obce Budihostice, se kterým patřila nejprve do okresu Kralupy nad Vltavou, ale od roku 1960 v okrese Kladno. Od 1. července 1960 je opět částí obce Chržín v okrese Kladno.

## Pamětihodnosti

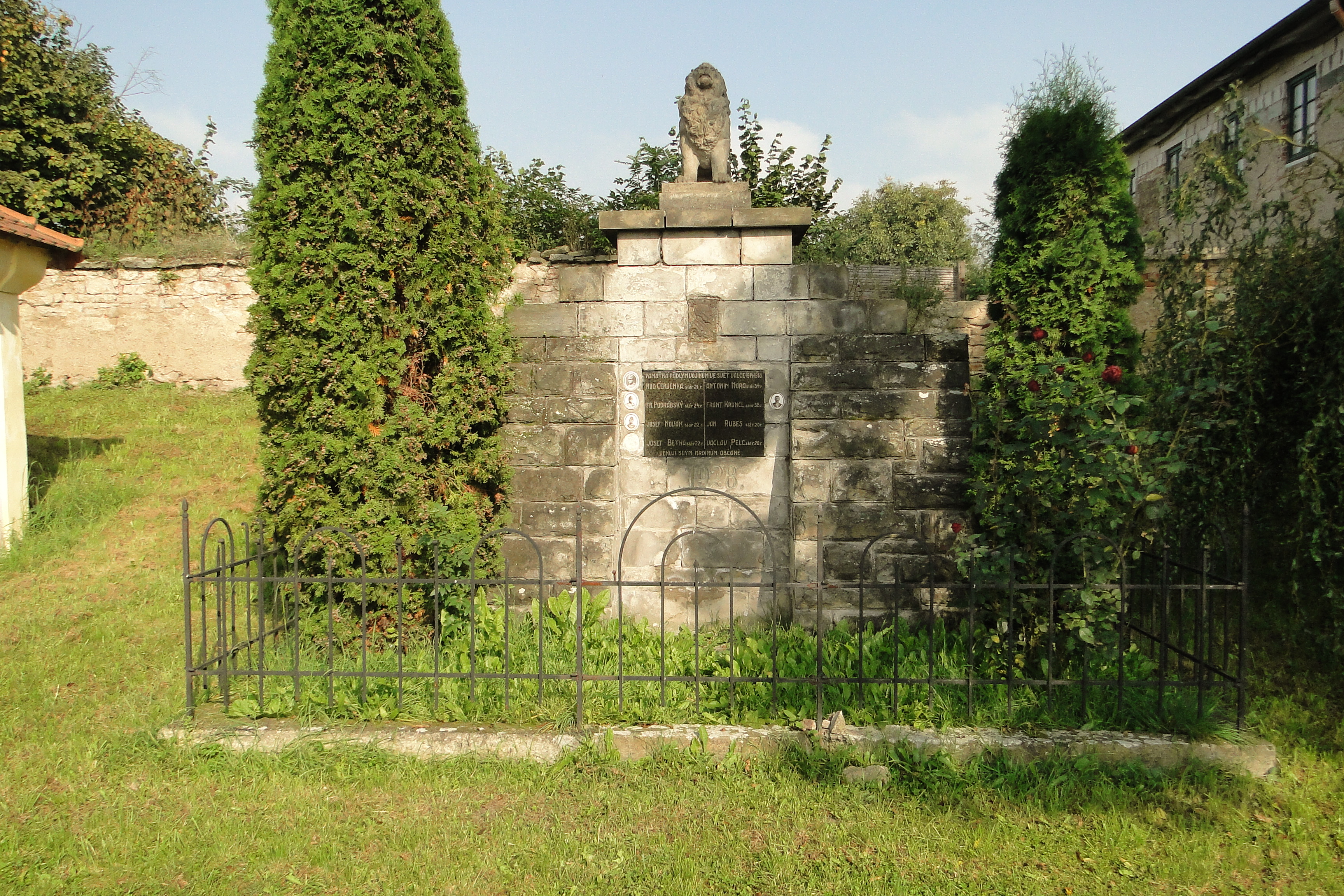
Památník na první světovou válku

### Tvrz
Přímé písemné zmínky o tvrzi nejsou známé. Pravděpodobně vznikla v 16. století a v první polovině 17. století byla přestavěna na sýpku, která zde stojí dodnes. Údajně měla být spojena tajnou chodbou s nedalekými Budihosticemi. 

### Památník první světové války
Na vrcholu památníku padlých v první světové válce se vypíná majestátný český lev a pod ním je kovový vlys s portrétem prvního prezidenta T. G. Masaryka. Deska nese nápis „Památka padlých hrdinů ve světové válce 1914–1918“ a jména Rudolfa Červenky (21 let), Františka Podrabského (24 let), Josefa Nováka (22 let), Antonína Hory (34 let), Františka Kruncla (38 let), Jana Rubeše (20 let) a Václava Pelce (20 let). Dolní část desky uzavírá nápis „Věnují svým hrdinům občané – 1928“.

### Kaplička
Kaplička se nachází vedle památky padlých hrdinů a byla postavena v roce 1866. Dispozice je jednoduchá obdélná a nad vstupem se vypíná malá zvonice s dřevěným klinkáčem.